# Wappen der Provinz Sevilla

Wappen der Provinz Sevilla, offiziell angenommen 1993

Das Wappen der Provinz Sevilla wurde erst 1993 von Plenum der Provinzversammlung offiziell angenommen. Im Gebrauch ist es allerdings schon seit 1927, hauptsächlich um die Provinzversammlung selbst zu repräsentieren. Es besteht aus dem Wappen Sevillas, um das auf einer goldenen Kette weitere zehn kleinere Wappen angeordnet sind, die zusammen die damals existierenden elf Gerichtsbezirke der Provinz repräsentieren. Heute zählt die Provinz fünfzehn Gerichtsbezirke, ohne dass Alcalá de Guadaíra, Coria del Río, Dos Hermanas oder Lebrija im Wappen repräsentiert würden.

## Beschreibung
In der Heraldik werden die Bezeichnungen rechts und links grundsätzlich aus der Sicht der Person verwendet, die den Schild vor sich her tragen würde, also entgegengesetzt zur Sicht des Betrachters.
Der blaue Schild mit grünem Schildfuß zeigt unter einem goldenen, gotischen, dreibogigen Säulenbaldachin drei Heilige. In der Mitte sitzt der hl. König Ferdinand III. von Kastilien (1217–1252) und León (1230–1252) hinter einer schwarz-weiß geschachten Bodenfläche auf einem goldenen, grün gepolsterten Thron. Auf der rechten Seite steht der hl. Isidor von Sevilla (560–636) und auf der Linken der hl. Erzbischof Leander von Sevilla (534–600). Der König trägt eine silberne Tunika, darüber eine goldene Weste und einen roten Mantel mit breitem Hermelinkragen. Um den Hals trägt er an einem goldenen Band ein goldenes griechisches Kreuz, auf dem Haupt die goldene Blattkrone Kastiliens. In der rechten Hand hält er ein silbernes Schwert, in der linken einen goldenen Reichsapfel. Der hl. Isidor trägt ebenfalls eine silberne Tunika und einen roten Mantel, dazu auf dem Haupt eine silberne, rot gefütterte Mitra mit einem Kreuz und goldenen Pendilien. In der Rechten hält er ein aufgeschlagenes, silbernes Buch, in der Linken einen goldenen Bischofsstab mit einem Akanthusblatt in der Krümme. Der hl. Leander schreitet in eine silberne Tunika und einen roten Mantel gewandet nach rechts, stützt sich mit der Rechten auf seinen goldenen Akanthusbischofsstab und trägt in der Linken ein silbernes, geschlossenes Buch. Auf dem Haupt sitzt auch hier eine silberne, rot gefütterte Mitra mit einem Kreuz und goldenen Pendilien. Auf dem grünen Schildfuß erscheint die goldene Inschrift NO8DO (gelesen als NO MADEJA DO). Um den Schild liegen auf einer goldenen Kette die kleinen Wappenschilde der 10 weiteren Gerichtsbezirke der Provinz, so wie sie 1927 neben Sevilla bestanden. Im Uhrzeigersinn sind dies:
1. Carmona mit einem blauen Schild, darauf ein silberner, facettierter, achtzackiger Stern. Der breite Schildrand ist in acht Felder unterteilt. Dabei wechseln sich in Rot ein goldenes, schwarz vermauertes Kastell mit zwei hellblauen Rundbogenfenstern und einem ebensolchen Tor für Kastilien und in Gold ein roter, aufrechter, golden gekrönter, nach rechts sehender Löwe für León ab.
2. Utrera mit einem geteilten und im Oberfeld zweifach gespaltenen Schild. Unten stehen in Silber auf einer braunen Brücke mit vier Rundbögen über blauen Wellen rechts ein schwarzer Stier und links ein silbernes Pferd einander gegenüber. Im Oberfeld stehen rechts ein naturfarbener, entwurzelter Ölbaum, links eine ebensolche Kiefer, jeweils in silbernen Feldern, in der Mitte in Gold ein brauner, schwarz vermauerter, gezinnter Turm mit zwei Rundbogenfenstern und einem ebensolchen Tor.
3. Cazalla de la Sierra mit einem goldenen Schild, darauf pfahlweise zwei silberne Tauben über einem blauen Schildfuß.
4. Lora del Río mit einem naturfarbenen Lorbeerbaum auf goldenem Feld, der in brauner Erde wurzelt. Darüber schwebt eine goldene Markgrafenkrone mit drei sichtbaren Spitzen in Blattform.
5. Sanlúcar la Mayor mit einem blauen Schild, darauf zwischen zwei silbernen Säulen ein Wald aus sechs Bäumen mit schwarzen Stämmen und grünen Baumkronen, dahinter eine goldene, aufgehende Sonne mit menschlichem Gesicht.
6. Estepa mit einem silbernen Schild, darauf eine grüne Weintraube, begleitet von zwei brauen Feigenblättern.
7. Marchena mit einem von Silber und Gold geteilten Schild. Oben schweben in Silber drei gekreuzte schwarze Pfeile mit den Spitzen nach unten, unten steht in Gold ein roter, aufrechter, golden gekrönter, nach rechts sehender Löwe für León.
8. Morón de la Frontera mit einem roten Schild, darauf ein nach rechts springendes, silbernes Pferd mit braunem Sattel, Zaumzeug und Zügeln sowie goldenen Steigbügeln.
9. Osuna mit einem goldenen Schild, darauf ein braunes, schwarz vermauertes Kastell mit goldenen Fenstern und ein einem ebensolchen Rundbogentor. Gestützt wird die Festung von zwei schwarzen, aufrechten Bären, die auf dem grünen Schildfuß stehen.
10. Écija mit einem silbernen Schild, darauf ein blaues Schildlein mit einer goldenen, 16-strahligen Sonne mit menschlichem Gesicht.

Auf dem Wappenschild ruht die alte, offene, spanische Königskrone. Der Verschluss der Kette, auf der die angeordneten Wappen liegen, erinnert an ein Schwert mit lilienförmigem Griff.

## Herkunft der Wappenbestandteile

### Hauptwappen
Ferdinand III. von Kastilien eroberte Sevilla am 28. November 1248 durch Ramón de Bonifaz und richtete hier bis zu seinem Tod 1252 den königlichen Hof ein. Am 7. Februar 1671 wurde er von Papst Clemens X. heiliggesprochen. Er ist seither einer der Stadtpatrone Sevillas. Der hl. Isidor von Sevilla (560–636) war von 600 an bis zu seinem Tod Erzbischof von Sevilla. Er war ein wichtiger Autor für Grammatik, Wissenschaft, Medizin und Geschichtsschreibung und wird als „markanter Schlussstein der lateinischen Antike“ bezeichnet. Er wurde 1598 von Clemens VIII. heiliggesprochen und 1722 von Papst Innozenz XIII. zum Kirchenlehrer ernannt. Der hl. Leander von Sevilla war von 578 bis 600 Vorgänger seines Bruders Isidor als Erzbischof von Sevilla. Er war 589 für die Bekehrung des gesamten westgotischen Herrscherhauses zum Christentum verantwortlich.
Das Motto NO8DO, zu lesen als NO MADEJA DO (Madeja ist das spanische Wort für Wollknäuel) bzw. als No m(e h)a dejado (= Sie hat mich nicht verlassen) geht laut dem Chronisten Argote de Molina auf König Alfons X. von Kastilien und León (1252–1284) zurück, der sich in den Kämpfen um den Thron mit seinem zweitgeborenen Sohn Sancho immer auf die Treue der Stadt Sevilla verlassen konnte.

### Angeordnete Wappen
Der achtzackige Stern im Wappen von Utrera stellt den Morgenstern, also letztlich den Planeten Venus, dar, den König Ferdinand III. angeblich als gutes Vorzeichen am Morgen der Eroberung der Stadt 1247 sah. Das Wappen wurde am 10. Dezember 1303 in einem in Córdoba ausgestellten Privileg Ferdinand IV. verliehen, allerdings mit einfarbig silbernem Schildrand. Das Wappen Utreras enthält viele Anspielungen auf die reiche Landwirtschaft der Gegend. So steht ein Ölbaum in der rechten Oberecke (im Stadtwappen begleitet von einem Weinstock) und eine Kiefer in der linken Oberecke (Im Stadtwappen begleitet von einer Weizenähre). Der Stier spielt auf Utreras Ruf als „Wiege des spanischen Kampfstiers“ an. Das Pferd erinnert daran, dass unter der Herrschaft des Umayyaden Almansor (978–1002) in Utrera ein Gestüt existierte, das die größte Pferdeherde ihrer Zeit beherbergte. Die Gewässer unter der Bogenbrücke werden mit dem Zusammenfluss der Bäche Calzas Anchas und La Antigua identifiziert. Das Wappen von Cazalla de la Sierra enthält eigentlich zwei pfahlweise gestellte, rotgeschnäbelte, silberne Fischreiher. Zwischen 1812 und 1950 waren diese aber durch Tauben ersetzt worden. Da das Provinzwappen den Status von 1927 widerspiegelt, haben sich dadurch die Tauben erhalten. Das älteste Zeugnis des Wappens von Lora del Río ist das in Stein gehauene Abbild von 1732 über dem Portal des in diesem Jahr erbauten Kapitelhauses. Der Lorbeerbaum möglicherweise als redendes Wappen gewählt. Die Markgrafenkrone dient als Zeichen der schon 1259 verliehenen Rechte als Stadt und Herrensitz. Der Name Sanlúcar kommt von Solucar (= lugar del sol; Ort der Sonne), woher die aufgehende Sonne rührt. Durch einen Abschreibefehler der lateinischen Worte locus (= Ort) und lucus (= heiliger Hain) kam der Hain aus sechs Oleasterbäumen (Olea oleaster), der wildwachsenden Form des Ölbaums ins Wappen. Das Arrangement von Weintraube und Feigenblättern bildet schon seit 1868 das Wappen von Estepa, allerdings immer überragt von vier goldenen Ähren. Warum diese im Provinzwappen fehlen, ist unklar. Diese dreifache Anordnung geht zurück auf die im römischen Ostippo, der Anfang des 3. Jahrhunderts gegründeten Keimzelle Estepas, geprägten Münzen. Die Pfeile im Wappen von Marchena sind die Attribute des Stadtpatrons Sankt Sebastian, der Löwe ist der des königlichen Hauses León, da Marchena am 18. Dezember 1309 von König Ferdinand IV. als Herrschaft an Fernando Ponce de León übertragen wurde. Der Überlieferung nach wurden in Morón de la Frontera über lange Zeit Berberpferde gezüchtet, die ebenfalls als „morón“ bezeichnet wurden. Das Wappen, das schon aus dem 15. Jahrhundert bekannt ist, wäre also ein redendes Wappen. Die beiden Bären im Wappen von Osuna stellen ein redendes Symbol für den Gemeindenamen dar. Zum Turm gehört im ältesten Gemeindewappen Spaniens, das aus der Regentschaft des römischen Kaisers Augustus stammt, noch die Büste der Göttin Ceres, die die Bären an silbernen Ketten hält. Beides fehlt im Provinzwappen. Auch der Wappenschild von Écija geht auf die Römerzeit zurück, und zwar auf den großen Tempel der Gottheit Sol, der in der Colonia Augusta Firma stand und von dem noch viele Überreste erhalten sind.

## Vorgängerversionen
Am 9. August 1965 erschien eine Briefmarke mit einer Version des Provinzwappens als vierundvierzigste Marke einer Serie Escudos provinciales españoles. Sie folgt dem Muster, wie man es z. B. beim Wappen der Provinz Cádiz mit seinem in zwölf Felder unterteilten Schild sieht. Während das zentrale Wappen Sevillas dem heutigen Erscheinungsbild weitgehend ähnelt, sind bei den angeordneten Wappen sehr starke Unterschiede in der Farbgebung, die im Wesentlichen auf Blau und Silber reduziert ist, zu bemerken. Am deutlichsten sind diese Unterschiede in den Feldern, die für Sanlúcar und Marchena stehen.
Für den 25. Oktober 1878 dokumentiert der spanische Wappenkönig Luis Villar y Pascual ein Provinzwappen, auf dem die drei Heiligen in einem roten Schild abgebildet sind, auf dem die geschlossene spanische Königskrone liegt. Die beiden Bischöfe Isidor und Leander sitzen zu beiden Seiten König Ferdinands III., der erhöht unter einem blauen Baldachin thront.